# Noel Gallagher’s High Flying Birds
Noel Gallagher’s High Flying Birds – brytyjski zespół rockowy, założony w 2010 roku przez gitarzystę i wokalistę Noela Gallaghera, znanego z występów w zespole Oasis.

## Historia
Debiutancki album formacji zatytułowany Noel Gallagher’s High Flying Birds ukazał się 17 października 2011 roku nakładem wytwórni muzycznej Sour Mash. Nagrania uplasowały się na 1. miejscu UK Albums Chart. Wydawnictwo trafiło ponadto m.in. na listy przebojów w Stanach Zjednoczonych, Australii i Holandii. Premierę płyty poprzedziły single The Death of You and Me i AKA... What a Life!, które trafiły do sprzedaży, odpowiednio w sierpniu i wrześniu tego samego roku. Druga z piosenek dotarła do 20. miejsca najpopularniejszych singli w Wielkiej Brytanii, uzyskując status srebrnej płyty. Z kolei w grudniu miała miejsca premiera trzeciego singla If I Had a Gun...
2 marca 2012 roku debiut projektu pokrył się dwukrotną platyną w Wielkiej Brytanii. Również w marcu ukazał się czwarty singel z płyty - Dream On. W sierpniu, także 2012 roku odbyła się ostatniego singla promującego pierwszy album Noel Gallagher’s High Flying Birds - Everybody's on the Run. Wideoklip do tejże piosenki został wyróżniony nominacją do Q Awards 2012. Ponadto nominację uzyskał także Noel Gallagher w kategorii „Best Solo Artist”. 17 listopada 2014 roku odbyła się premiera singla In the Heat of the Moment zwiastującego drugi album grupy. 
Następnie w styczniu 2015 roku do sprzedaży trafił drugi singel - Ballad of the Mighty I. 2 marca odbyła się premiera drugiego albumu studyjnego zespołu pt. Chasing Yesterday. Produkcja uplasowała się na 1. miejscu brytyjskiej listy przebojów. Również marcu nagrania uzyskały status złotej płyty w Wielkiej Brytanii. W maju został wydany trzeci singel z płyty - Riverman, natomiast w sierpniu ukazał się czwarty Lock All The Doors.
Trzeci album grupy zatytułowany Who Built The Moon? ukazał się 24 listopada 2017 roku ponownie nakładem wytwórni Sour Mash. 

## Skład
- Noel Gallagher – gitara, wokal (od 2010)
- Mike Rowe – instrumenty klawiszowe (od 2010)
- Jeremy Stacey – perkusja (od 2010)
- Tim Smith – gitara, wokal (od 2011)
- Russell Pritchard – gitara basowa, wokal (od 2011)

## Nagrody i wyróżnienia
| Rok  | Kategoria                | Tytułem                            | Nagroda     | Nota      | Źródło |
| ---- | ------------------------ | ---------------------------------- | ----------- | --------- | ------ |
| 2011 | Q Icon                   | Noel Gallagher                     | Q Awards    | Laur      | [ 11 ] |
| 2012 | Best Video               | „Everybody's on the Run"           | Q Awards    | Nominacja | [ 8 ]  |
| 2012 | Best Solo Artist         | Noel Gallagher                     | Q Awards    | Nominacja | [ 8 ]  |
| 2012 | British Male Solo Artist | Noel Gallagher’s High Flying Birds | Brit Awards | Nominacja | [ 12 ] |

## Dyskografia
Albumy
| Tytuł                              | Dane dot. albumu                              | Pozycja na liście | Pozycja na liście | Pozycja na liście | Pozycja na liście | Sprzedaż      | Certyfikat             |
| Tytuł                              | Dane dot. albumu                              | UK                | USA               | AUS               | NLD               | Sprzedaż      | Certyfikat             |
| ---------------------------------- | --------------------------------------------- | ----------------- | ----------------- | ----------------- | ----------------- | ------------- | ---------------------- |
| Noel Gallagher’s High Flying Birds | Data: 17 października 2011 Wydawca: Sour Mash | 1                 | 28                | 16                | 11                | UK: 750 tys.+ | UK: 2x platynowa płyta |
| Chasing Yesterday                  | Data: 2 marca 2015 Wydawca: Sour Mash         | 1                 | 35                | 8                 | 8                 | UK: 115 tys.+ | UK: złota płyta        |
| Who Built The Moon?                | Data: 24 listopada 2017 Wydawca: Sour Mash    |                   |                   |                   |                   |               |                        |

Minialbumy
| Songs from the Great White North... | Data: 21 kwietnia 2012 Wydawca: Sour Mash | –   |
| iTunes Festival: London 2012        | Data: 21 września 2012 Wydawca: Sour Mash | 127 |
| „—” album nie był notowany.         |                                           |     |